# Дорофеев, Александр Анатольевич

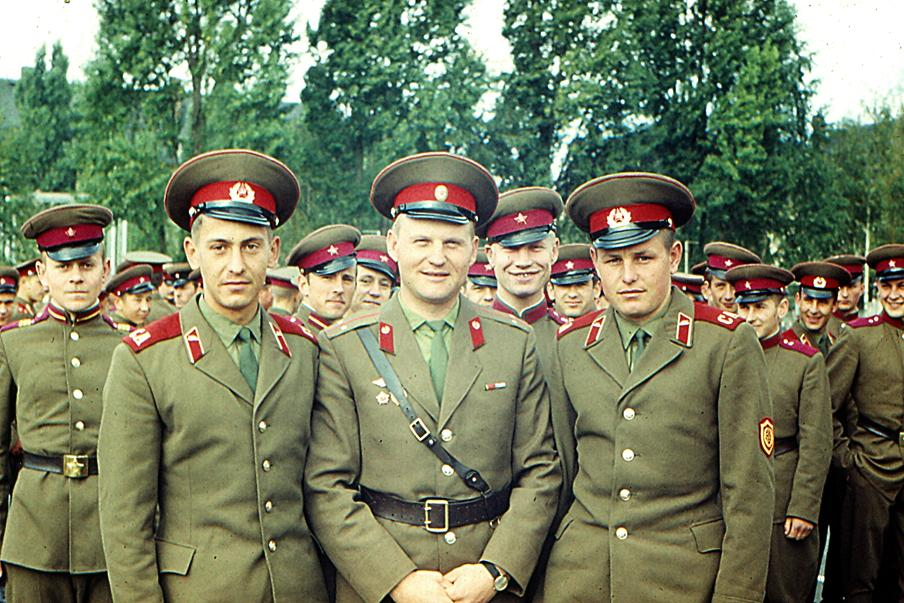
Гвардии лейтенант Александр Дорофеев, командир разведроты 67-го гвардейского мотострелкового полка, 1969 год.

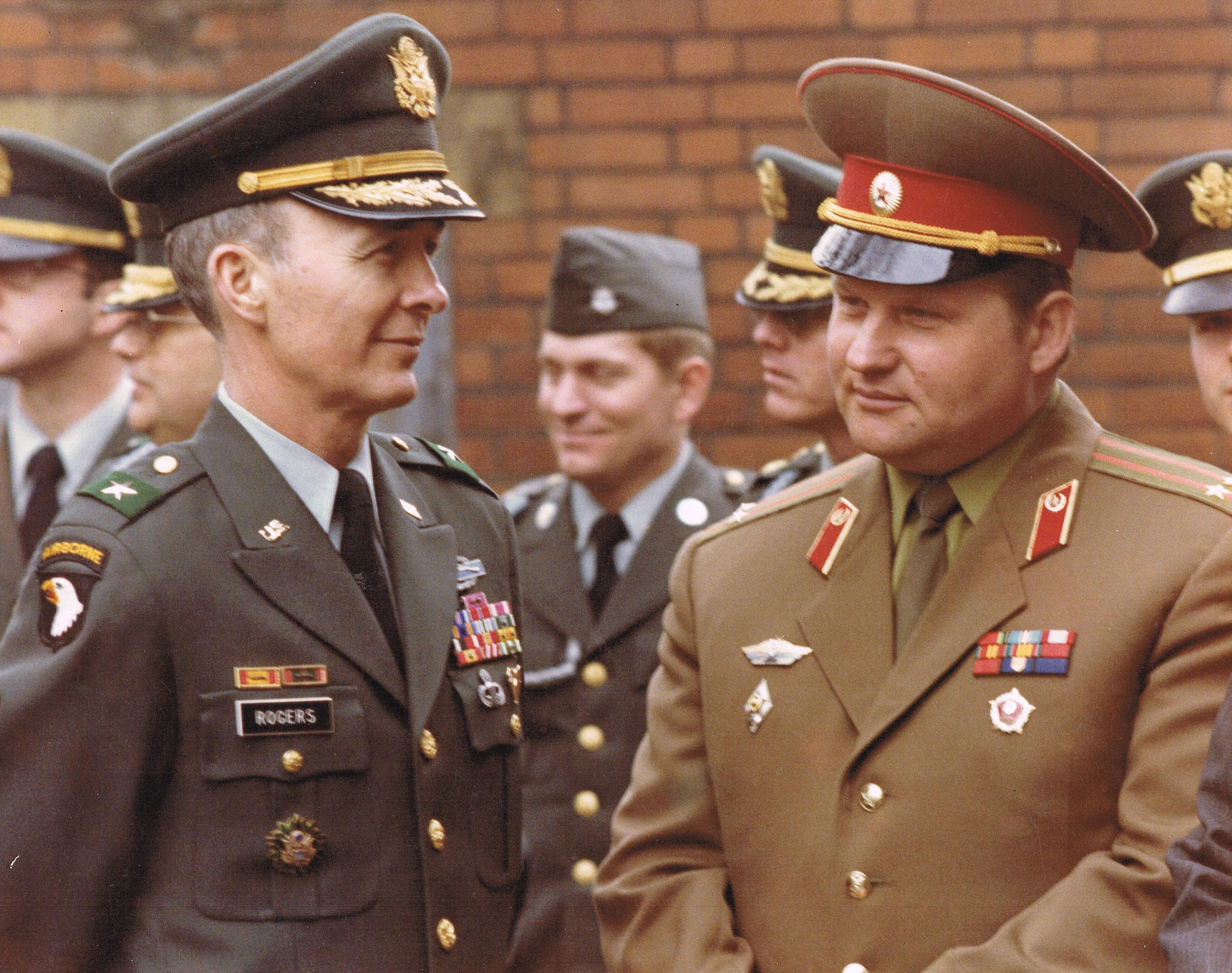
Бригадный генерал Джон Роджерс (США) и подполковник Александр Дорофеев (СССР) на смене караулов 1 апреля 1981 года. Западный Берлин, Шпандау

Алекса́ндр Анато́льевич Дорофе́ев (род. 4 июля 1946, Тапиау, Калининградская область) — советский и российский военачальник. Участник операции «Дунай» и Первой чеченской войны. Заместитель командующего войсками Северо-Кавказского военного округа (1991—1999). Генерал-майор.

## Биография
Александр Анатольевич Дорофеев родился 4 июля 1946 году в городе Тапиау (ныне Гвардейск) Калининградской области в семье военнослужащего (отец Анатолий Васильевич Дорофеев — полковник, в 1995 году был удостоен звания Героя Российской Федерации). Александр Дорофеев считается первым урождённым жителем Калининградской области, получившей современное название 4 июля 1946 года, так как появился на свет в 0 часов 01 минуту. В 1964 году окончил 11 классов средней школы и поступил в Бакинское высшее общевойсковое командное училище имени Верховного совета Азербайджанской ССР, которое окончил в 1968 году с отличием и золотой медалью.

### Образование
- 1964—1968 годы: Бакинское высшее общевойсковое командное училище по командной общевойсковой специальности, присвоена квалификация офицера с высшим общим (преподаватель физики, математики) и средним военным образованием. Диплом с отличием и золотой медалью[6].
- 1971—1974 годы: Военная академия имени М. В. Фрунзе по командно-штабной, оперативно-тактической общевойсковой специальности, присвоена квалификация офицера с высшим военным образованием[7].
- 1979 год: Центральные курсы «Выстрел» имени Маршала Советского Союза Б. М. Шапошникова[8].
- 1996—1998 годы: Российская академия государственной службы. Присуждена квалификация — юрист-специалист по государственному строительству и праву по специальности «юриспруденция». Диплом с отличием[9].

### Военная служба
Военную службу в Вооруженных силах СССР и Российской Федерации проходил с 11 августа 1964 года по 1 марта 1999 года. 11 октября 1964 года принял военную присягу.
- 11 августа 1964 — 27 июля 1968: курсант Бакинского высшего общевойскового командного училища, ЗакВО (Тбилиси, Баку).
- 27 июля 1968 — 29 сентября 1969: командир мотострелкового взвода, 67-го гвардейского мотострелкового полка 20-й гвардейской мотострелковой дивизии 8-й гвардейской армии ГСВГ (Гримма, ГДР).
- Август — ноябрь 1968: принимал участие в составе 20-й гвардейской мотострелковой дивизии во вводе войск в Чехословакию; входил в составе 1-й гвардейской танковой армии (район города Бор, ЧССР). «За отличное выполнение боевой задачи, интернационального долга по защите социалистических завоеваний в Чехословакии» получил благодарность[10] министра обороны СССР Гречко А. А. от 17 октября 1968 года.
- 29 сентября 1969 — 30 августа 1971: командир разведывательной роты 67-го гвардейского мотострелкового полка.
- 30 августа 1971 — 26 июня 1974: слушатель основного факультета Военной академии имени М. В. Фрунзе.
- 26 июня 1974 — 28 ноября 1975: первый заместитель командира 664-го мотострелкового полка 107-й мотострелковой дивизии Прибалтийского военного округа (Вильнюс).
- 28 ноября 1975 — 14 сентября 1978: начальник штаба — первый заместитель командира 79-го гвардейского мотострелкового полка 1-й танковой дивизии 11-й гвардейской армии Прибалтийского военного округа (Калининград).
- 14 сентября 1978 — 1 ноября 1979: командир 664-го мотострелкового полка.
- 1 ноября 1979 — 24 сентября 1980: командир 302-го мотострелкового полка 9-й танковой дивизии 1-й гвардейской танковой армии ГСВГ (Цайтхайн, ГДР).

### На высших должностях
- 24 сентября 1980 — 9 мая 1983: командир 6-й гвардейской отдельной мотострелковой бригады 20-й гвардейской армии ГСВГ (Берлин). Сменил полковника В. А. Титарова. Начальник гарнизона советских войск в Берлине (старший воинский начальник).
- 9 мая 1983 — 6 июня 1985. командир 6-й гвардейской мотострелковой дивизии. Начальник Бернавского гарнизона 20-й гвардейской армии (Бернау, ГДР).
- 6 июня 1985 — 5 июня 1991: командир 9-й мотострелковой дивизии. Начальник Майкопского гарнизона Северо-Кавказского военного округа (Майкоп, Адыгейская АО, СССР, затем Республика Адыгея, Россия).
- 5 июня 1991 — 1 марта 1999: заместитель командующего войсками СКВО по гражданской обороне — начальник управления гражданской обороны СКВО (Ростов-на-Дону). В 1991—1998 годах прикомандирован Министерством обороны к парламенту Республики Адыгея и зачислен в распоряжение командующего войсками СКВО (на все виды довольствия в 131-я отдельная мотострелковая бригада).

В январе — апреле 1995 года принимал участие в розыске пленных, раненых и погибших воинов в Первой чеченской войне.
1 марта 1999 года уволен в запас по выслуге лет с правом ношения формы.

### В запасе и в отставке
Живёт и работает в Майкопе. Избирался депутатом Краснодарского краевого совета народных депутатов (1985—1991), Адыгейского областного совета (1985—1991). В 1985 году избирался членом Адыгейского областного комитета КПСС. Избирался депутатом (на постоянной основе) Верховного Совета Республики Адыгея в 1992 году. В 1993—1996 годах — председатель комитета по делам военнослужащих, инвалидов, ветеранов войны и труда Законодательного собрания (Хасэ) — парламента Республики Адыгея. С 1996 по 2001 год — председатель комитета парламента Адыгеи по законодательству и законности.
В 1999 году принял участие в выборах в Государственную думу III созыва.
Работал советником президента Адыгеи по военным вопросам и делам казачества, помощником президента Адыгеи, постоянным представителем президента Адыгеи в Государственном совете — Хасэ Республики Адыгея. Член Совета безопасности при президенте Адыгеи (1999).
В 2008 году создал и возглавил Адыгейское региональное отделение Всероссийской общественной организации ветеранов (пенсионеров) войны, труда, Вооружённых сил и правоохранительных органов. Возглавляет группу генералов «Генеральское братство». Член правления регионального отделения ВООВ «Боевое братство».
С 2012 года — инспектор Группы инспекторов Южного военного округа.
В 2016 году награждён медалью «Слава Адыгеи».
9 мая 2020 года награждён Президентом РФ В. В. Путиным памятной медалью «75 лет Победы в Великой Отечественной войне 1941—1945 годов» за активное участие в патриотическом воспитании граждан и решении социально-экономических проблем ветеранов Великой отечественной войны 1941—1945 гг.
С 2022 года — руководитель подгруппы «Майкоп» Группы инспекторов ОСК ЮВО.
Звание «Заслуженный юрист Республики Адыгея» (2022).

## Воинские звания
- 1964 — рядовой.
- 1968 — лейтенант (27 июля)[15].
- 1969 — старший лейтенант (27 сентября, досрочно)[16].
- 1973 — капитан (27 сентября)[17].
- 1977 — майор (12 декабря)[18].
- 1980 — подполковник (19 февраля, досрочно)[19].
- 1983 — полковник (1 апреля, досрочно)[20].
- 1989 — генерал-майор (15 февраля)[21].

## Семья

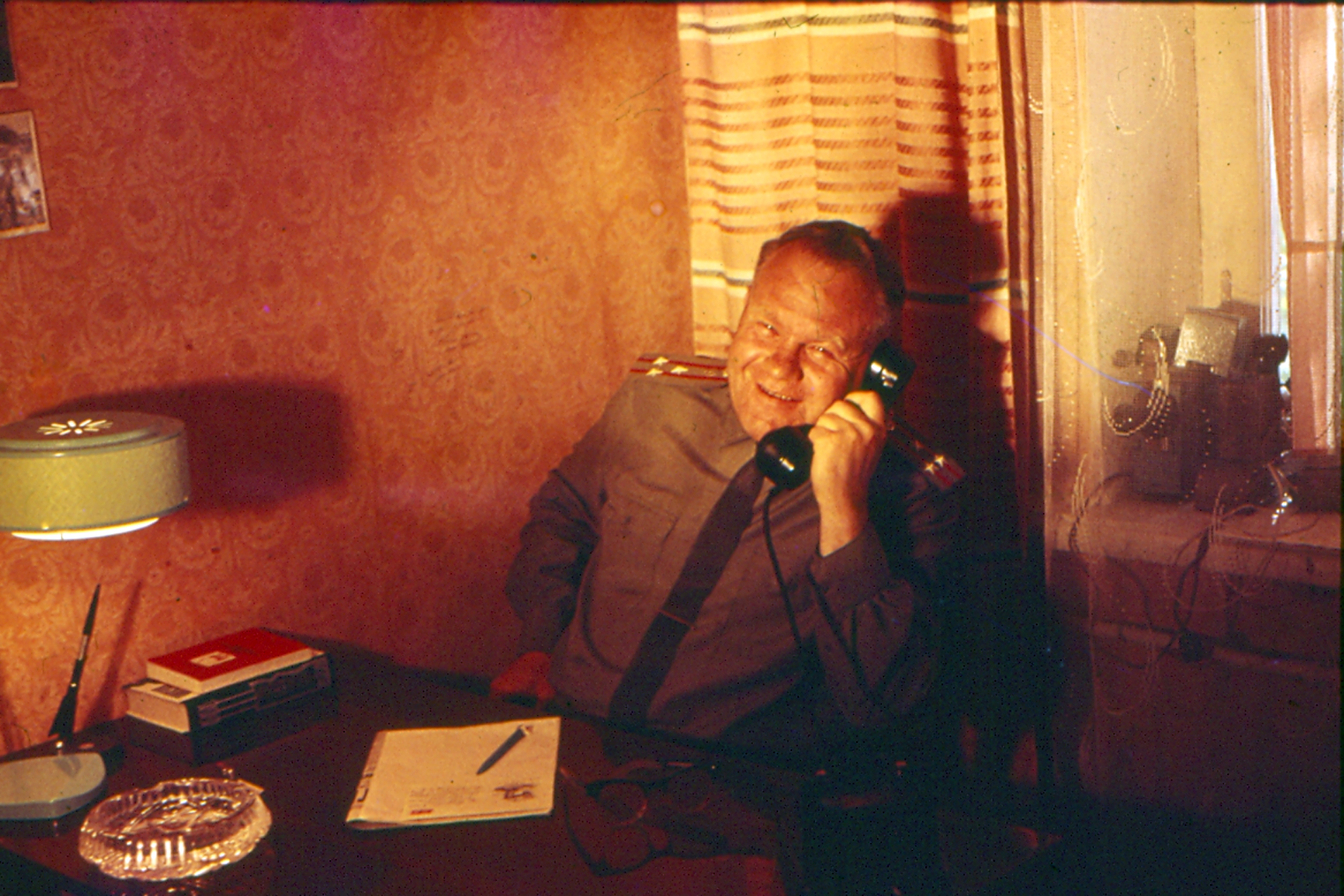
Отец — Анатолий Васильевич Дорофеев. Преподаватель истории войн и военного искусства БВОКУ. Баку, 1969 год.

- Отец — Анатолий Васильевич Дорофеев (1920—2000). Полковник. Советский военный деятель, Герой Российской Федерации (1995)[3]. Дед по отцу — Василий Фёдорович Дорофеев (1896—1968). Участник Первой мировой войны, Гражданской войны в России, Красной гвардии, ветеран Великой Отечественной войны. Бабушка по отцу — Васса Ефимовна Дорофеева, урождённая Плехова (1898—1984).
- Мать — Ирина Александровна Дорофеева, урождённая Кривчикова (1923—1995). Дед по матери — Кривчиков, Александр Эммануилович (1890—1937). Потомственный дворянин. Участник Первой мировой войны, Белого движения и Гражданской войны в России. В 1937 году незаконно осуждён и расстрелян, в 1956 году полностью реабилитирован. Бабушка по матери — Раиса Николаевна Кривчикова, урождённая Троицкая (1896—1942).
- Жена — Валентина Егоровна Дорофеева, урождённая Бартенева (род. 1946). Тесть — Егор Алексеевич Бартенев (1918—1947). Тёща — Анастасия Ивановна Бартенева, урождённая Костина (1918—1986).
- Сын — Анатолий (1971—2011)[22], невестка — Людмила Александровна Дорофеева, урождённая Голубничая (род.1971), внук — Александр Анатольевич (род. 1994), жена внука — Екатерина Сергеевна Дорофеева, урождённая Волобуева (род. 1995), правнучка — Мария Александровна Дорофеева (род. 2015), правнук — Михаил Александрович Дорофеев (род. 2025).
- Сын — Александр Александрович (род. 1974), невестка — Ирина Сергеевна Дорофеева, урождённая Антонова (род. 1975), внук — Михаил Александрович (род. 2003).
- Сестра — Светлана Анатольевна Чагунава, урождённая Дорофеева (род. 1943), зять — Эдуард Александрович Чагунава (1939— 2015) полковник[23][24].

## Знаки отличия
- Орден Красной Звезды № 3679981 (16.02.1982)[25]
- Орден Мужества № 7809 (1.12.1995)[26]
- Медаль «За спасение утопающих» (1988)[27]
- Медаль «За укрепление боевого содружества» (10.06.2002)[28]
- Юбилейная медаль «Двадцать лет Победы в Великой Отечественной войне 1941—1945 гг.»
- Юбилейная медаль «75 лет Победы в Великой Отечественной войне 1941—1945 гг.» (9 мая 2020 года)
- Юбилейная медаль «300 лет Российскому флоту»(1996)
- Медаль «Адмирал Флота Советского Союза Н. Г. Кузнецов»(2004)
- Медаль «Адмирал Горшков» (2010)
- Медаль «Ветеран Вооружённых Сил СССР»(1990)[29]
- Юбилейная медаль «50 лет Вооружённых Сил СССР»
- Юбилейная медаль «60 лет Вооружённых Сил СССР»[30]
- Юбилейная медаль «70 лет Вооружённых Сил СССР» (1988)[27]
- Медаль «200 лет Министерству обороны»[31]
- Медаль «За безупречную службу» I степени
- Медаль «За безупречную службу» II степени
- Медаль «За безупречную службу» III степени
- Медаль «Участнику контртеррористической операции на Кавказе»
- Знак отличия военнослужащих Северо-Кавказского военного округа «За службу на Кавказе» (2002)[32]
- Медаль «За ратную доблесть» (6.3.2002)
- Медаль «Слава Адыгеи» (2016)[33]
- Памятный знак «Государственный совет — Хасэ Республики Адыгея XX лет» (2013)
- Памятный знак «Государственный совет — Хасэ Республики Адыгея 25 лет» (2018)
- Знак Государственного Совета — Хасэ Республики Адыгея «Закон. Долг. Честь» (2007)
- Заслуженный юрист Республики Адыгея (2022)
- Знак ЦК ВЛКСМ «За воинскую доблесть»
- Медаль участника ВСХВ
- Медаль участника ВДНХ
- Диплом и почётный знак лауреата форума «Общественное признание» (январь 2006)
- Иностранные награды.
- Медаль «Братство по оружию» в серебре[34].

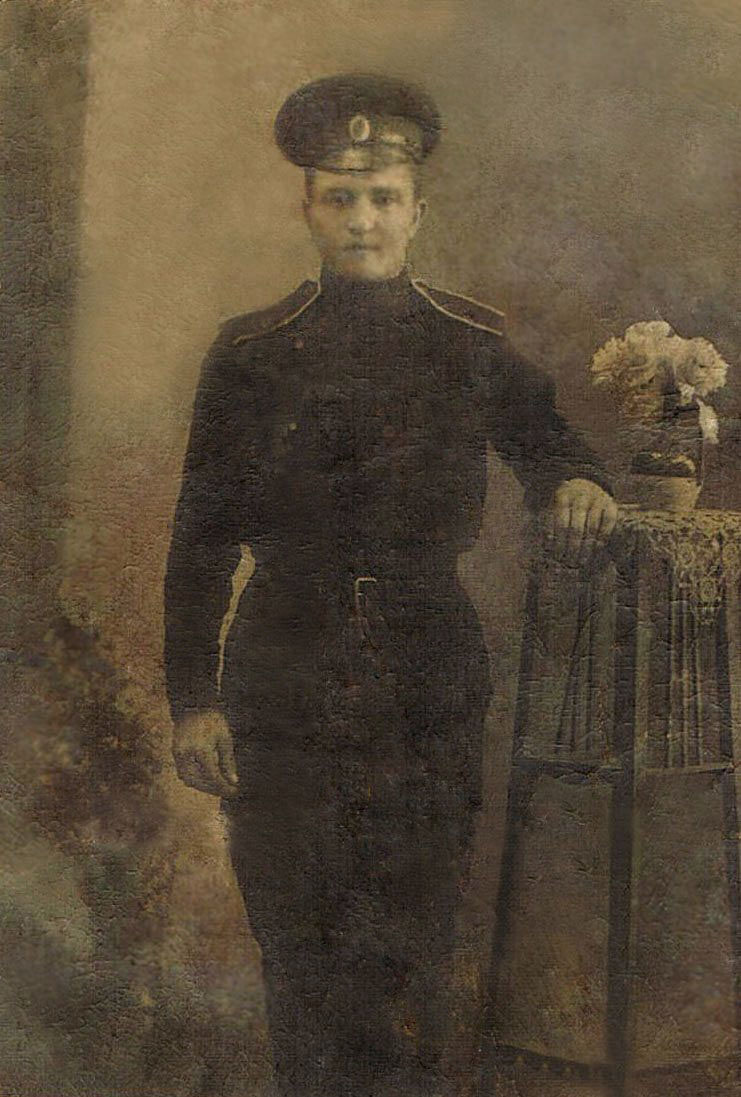
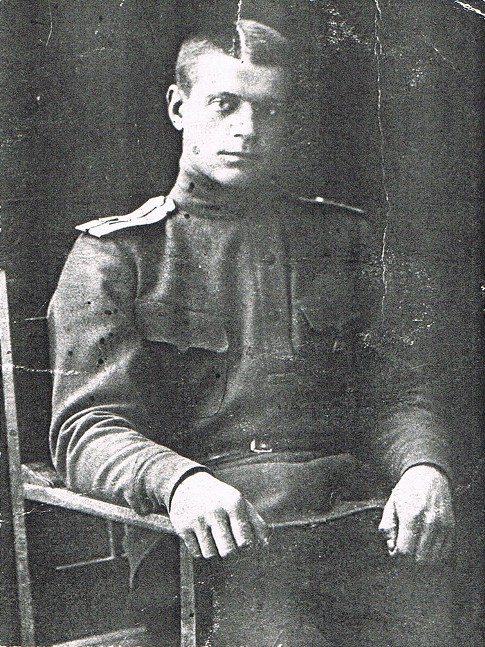
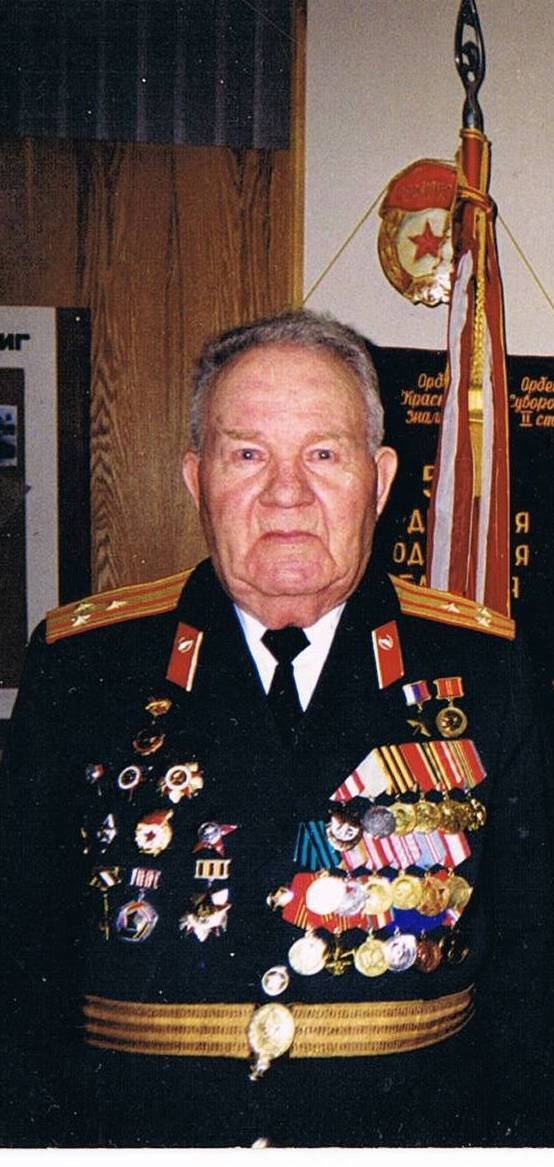
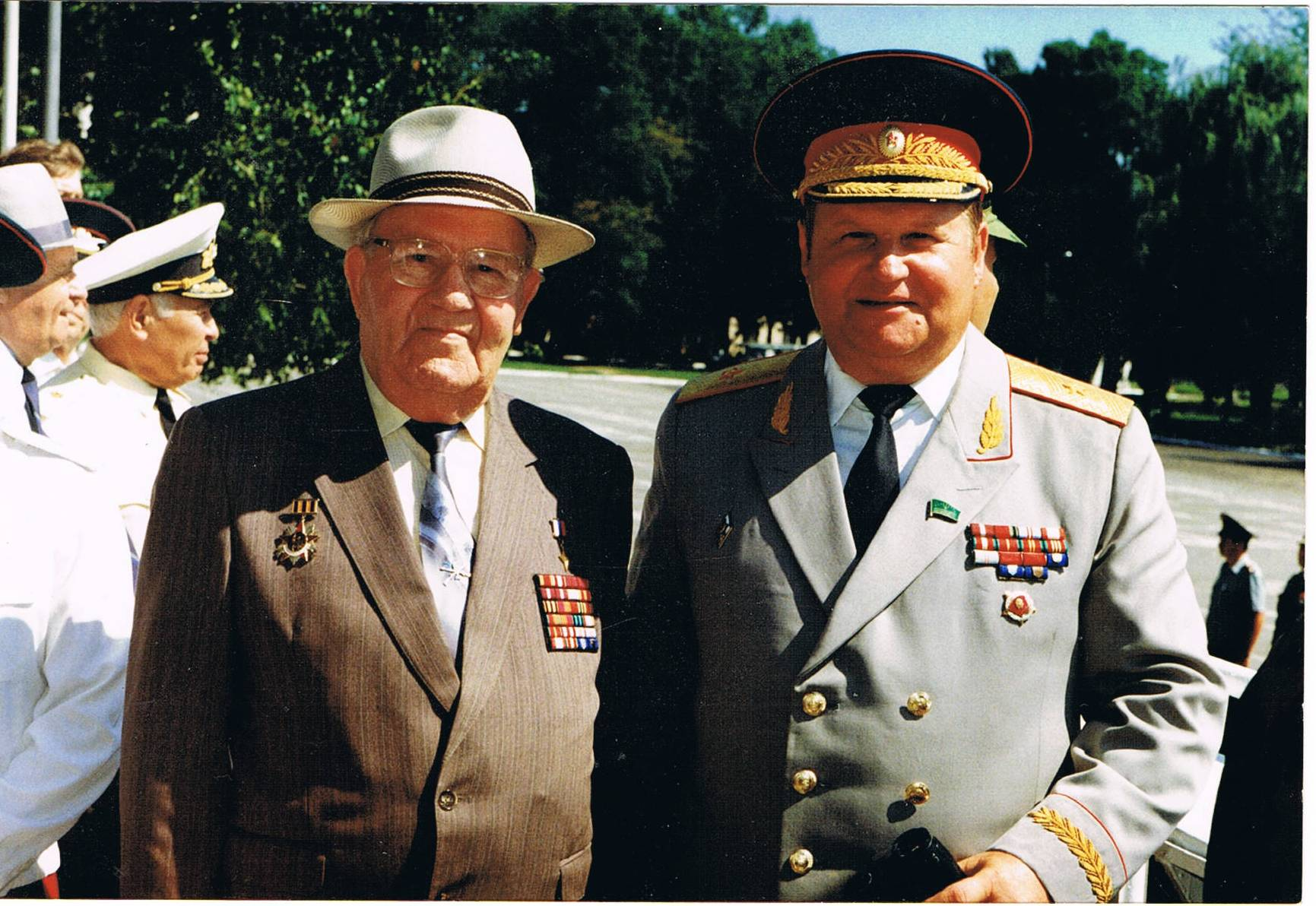

и др.

### Видео
- Янтарный край посетил первый коренной житель области на YouTube